# St. Laurentius (Düsseldorf)

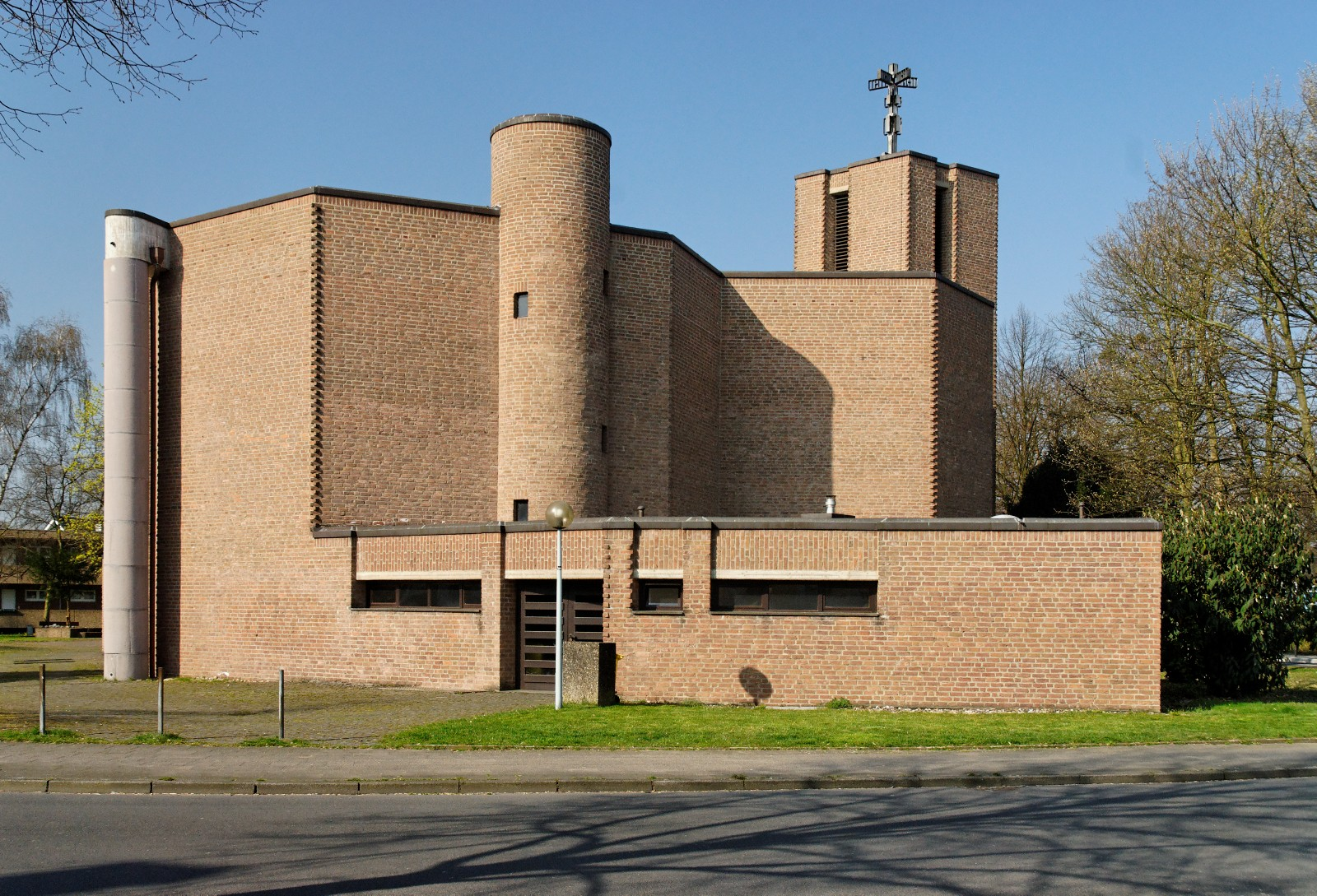
St. Laurentius

St. Laurentius war eine katholische Kirche im Düsseldorfer Stadtteil Holthausen.

## Beschreibung
St. Laurentius wurde in den Jahren 1975 bis 1977 nach Entwürfen des Architekten Hans Schilling erbaut. Die Kirche hatte einen polygonalen Grundriss und ist aus rotem Backstein gebaut. Der Sakralbau war mit einem Flachdach ausgestattet und hatte einen Kirchturm auf quadratischem Grundriss. St. Laurentius war eine Filialkirche von St. Joseph.
Die Kirche wurde vor allem als Schulkirche genutzt. Seit 2005 hatte die Gemeinde St. Joseph mehrfach Anträge zur Schließung der Filialkirche gestellt. In den letzten Jahren war die Kirche nur noch in den Sommermonaten geöffnet. Dem Wunsch nach Aufgabe der Kirche wurde schließlich 2014 stattgegeben. Für die Gemeinde soll die Kapelle, die in den Kirchenraum integriert war, erhalten und zugänglich bleiben.